# Nickelodeon (film)
Nickelodeon, alternatywny polski tytuł Ktoś tu kręci – amerykańsko-brytyjski film komediowy z 1976 roku w reżyserii Petera Bogdanovicha. Film dość luźno bazuje na życiorysie amerykańskiego reżysera i producenta filmowego Cecila DeMille’a.

## Fabuła
Rok 1910. Leo Harrigan jest młodym adwokatem. Przypadkowe spotkanie z pewnym producentem filmowym zmienia jego życie. Leo najpierw zostaje scenarzystą, wkrótce – reżyserem. Jego przyjaciel Buck, były kowboj bierze każdą pracę, jaką mu zaoferują. Obaj panowie rywalizują o względy aktoreczki Kathleen. Leo odnosi sukcesy i robi kolejne nieme filmy. Ale konkurencja nie śpi i zaczyna działać.

## Obsada
- Ryan O’Neal – Leo Harrigan
- Burt Reynolds – Buck Greenway
- Tatum O’Neal – Alice Forsyte
- Brian Keith – H.H. Cobb
- Stella Stevens – Marty Reeves
- John Ritter – Franklin Frank
- Jane Hitchcock – Kathleen Cooke
- Jack Perkins – Michael Gilhooley
- Brion James – Bailiff

## Nagrody i nominacje
MFF w Berlinie 1977
- Złoty Niedźwiedź (nominacja)